# Artisan Entertainment
Artisan Entertainment est une société de production indépendante du cinéma américain qui fait partie, depuis 2003 de Lions Gate Entertainment.

## Histoire

### 1980
Artisan Entertainment commence en 1982 comme Home Video (États-Unis) et sort des films comme Supergirl, Douce nuit, sanglante nuit et plusieurs séries B.
En 1986 il est connu sous "International Video Entertainment" (IVE).
En 1987 s'associe à Carolco Pictures, il distribue Angel Heart, Rambo et Rambo 2 : La Mission. En 1988, la société est rebaptisée Live Entertainment.

### 1990
En 1998, Live Entertainment devient Artisan Entertainment.

### 2000
Le 16 mai 2000, Marvel Entertainment signe un contrat avec le studio Artisan pour adapter en films, à la télévision et sur Internet 15 franchises dont Captain America, Thor, Black Panther, Deadpool, Iron Fist, Morbius, Longshot, Power Pack, Mort the Dead Teenager et Antman.
En décembre 2003, Lionsgate rachète Artisan Entertainment pour 220 millions de dollars.

## Films produits

### Home vidéo
- Supergirl (1984)
- A Rumor of War (1984)
- The Line (novembre 1984)
- The Battle of Austerlitz (novembre 1984)
- The Martian Chronicles (novembre 1984)
- Kill, la Forteresse des samouraïs (novembre 1984)
- The Executioner's Song (1985)
- 1984 (June 1985)
- Silent Night, Deadly Night (début 1986)
- The Four Musketeers (1986)
- Pirates (1986)
- Mountains of the Moon (film)

### Films
- Total Recall (1990)
- Hurlements 6 : les monstres (Howling VI: The Freaks) (1990)
- Short Time (1990)
- L'Échelle de Jacob (1990)
- Y a-t-il un exorciste pour sauver le monde ? ou L'exorciste en folie (Repossessed) (1990)
- The King of New York (1990)
- Requiem for a Dream (2000)
- Pi (1998)
- La Légende de l'ours (Grizzly Falls) (1999)
- Killing Zoe (1994)
- American Party (2002)
- Le Projet Blair Witch (1999)
- Novocaine (2001)
- Startup.com (2001)
- Jonas et les Végétaloufs (2002)

## En DVD (1997-2001)
- Terminator 2 : Le Jugement dernier (1997)
- Basic Instinct (1997)
- Reservoir Dogs (1997)
- L'Île aux pirates (1997)
- The Crying Game (1997)
- Universal Soldier (1997)
- Stargate (1997)
- Chaplin (1997)
- La Maison aux esprits (1997)
- Rambo (1998)
- Rambo 2 : La Mission (1998)
- Rambo 3 (1998)
- The Doors (2001)